# Angelika Neuner
Angelika Neuner (Innsbruck, 23 de diciembre de 1969) es una deportista austríaca que compitió en luge en la modalidad individual. Su hermana Doris también compitió en luge.
Participó en cuatro Juegos Olímpicos de Invierno, obteniendo dos medallas, plata en Albertville 1992 y bronce en Nagano 1998, ambas en la prueba individual, el cuarto lugar en Lillehammer 1994 y el cuarto en Salt Lake City 2002.
Ganó seis medallas en el Campeonato Mundial de Luge entre los años 1993 y 2000, y cinco medallas en el Campeonato Europeo de Luge entre los años 1992 y 2002.

## Palmarés internacional
| Juegos Olímpicos   | Juegos Olímpicos      | Juegos Olímpicos  | Juegos Olímpicos |
| Año                | Lugar                 | Medalla           | Prueba           |
| ------------------ | --------------------- | ----------------- | ---------------- |
| 1992               | Albertville (Francia) | Medalla de plata  | Individual       |
| 1998               | Nagano (Japón)        | Medalla de bronce | Individual       |
| Campeonato Mundial |                       |                   |                  |
| Año                | Lugar                 | Medalla           | Prueba           |
| 1993               | Calgary (Canadá)      | Medalla de plata  | Equipo           |
| 1995               | Lillehammer (Noruega) | Medalla de bronce | Equipo           |
| 1996               | Altenberg (Alemania)  | Medalla de oro    | Equipo           |
| 1997               | Igls (Austria)        | Medalla de oro    | Equipo           |
| 1997               | Igls (Austria)        | Medalla de bronce | Individual       |
| 2000               | St. Moritz (Suiza)    | Medalla de bronce | Equipo           |
| Campeonato Europeo |                       |                   |                  |
| Año                | Lugar                 | Medalla           | Prueba           |
| 1992               | Winterberg (Alemania) | Medalla de plata  | Equipo           |
| 1992               | Winterberg (Alemania) | Medalla de bronce | Individual       |
| 1996               | Sigulda (Letonia)     | Medalla de plata  | Equipo           |
| 1998               | Oberhof (Alemania)    | Medalla de bronce | Equipo           |
| 2002               | Altenberg (Alemania)  | Medalla de bronce | Equipo           |